# Marylebone High Street

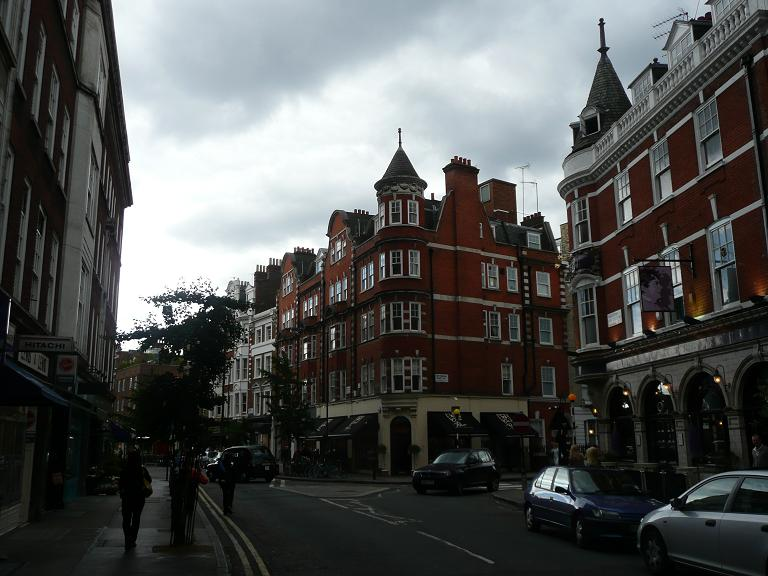
La Marylebone High Street.

La Marylebone High Street es una calle de tiendas situada en Londres, Reino Unido, que discurre paralela a Baker Street y termina en el norte en la intersección con Marylebone Road. Debido a su ubicación apartada, ha sido descrita como la «maravilla escondida del West End» y fue elegida la mejor calle de Londres en una votación de los oyentes de BBC Radio 4, siendo elogiada por ser «un paraíso en mitad de la frenética ciudad».

## Historia
Poco después de la construcción de la iglesia parroquial de St. Marylebone en el extremo norte de la calle en torno al año 1400, la Marylebone High Street se convirtió en el centro del pueblo de Marylebone, un papel que ha continuado desempeñando hasta la actualidad.
En 1738 se produjo la inauguración oficial de los Marylebone Gardens en el lado este de la calle, una elegante sala de conciertos que atrajo a eminentes compositores como George Frideric Handel y James Hook; la entrada a los Gardens era a través de la «Rose Tavern», un pub situado en el número 35-36 de Marylebone High Street, edificio que fue la sede de BBC London hasta septiembre de 2009, cuando se trasladó a la Broadcasting House de la BBC.
La mayor parte de los edificios situados actualmente en la calle datan de después de 1900, año a partir del cual la calle fue renovada por el principal terrateniente local, Howard de Walden Estates, a quien se le ha atribuido transformar una «antigua zona en mal estado del centro de Londres» en una elegante calle que gestiona cuidadosamente su «mezcla de boutiques y pequeños comercios» y está frecuentada por personas de la talla de Madonna, Kate Winslet y Cate Blanchett. Los precios de la zona se han disparado en los últimos años.